# Epigelasma tulear
Epigelasma tulear är en fjärilsart som beskrevs av Claude Herbulot 1972. Epigelasma tulear ingår i släktet Epigelasma och familjen mätare. Inga underarter finns listade i Catalogue of Life.